# 王茂璋
王茂璋（5世紀—？），字胤光，琅邪临沂人，王珣玄孙，王僧衍之子，王茂璋在南梁任给事黄门侍郎，娶梁武帝的妹妹新安穆公主，有子王冲。